# SPR Gorzyce Wielkie
DIOZ SPR Gorzyce Wielkie (pełna nazwa: DIOZ Stowarzyszenie Piłki Ręcznej Gorzyce Wielkie) — polski klub piłki ręcznej mężczyzn z siedzibą w Ostrowie Wielkopolskim, założony w 2018. Aktualnie występuje w I lidze polskiej. Klub swoje mecze rozgrywa na hali przy Szkole im. Ignacego Ulatowskiego w Gorzycach Wielkich ul. Szkolna 31.

## Historia
Klub zaczął swoje rozgrywki w 3 lidze w sezonie 2018/2019. W tym samym sezonie SPR Gorzyce Wielkie wygrał ligę i awansował do 2 ligi. Rok później zajmując 1 miejsce drużyna uzyskała prawo do gry w 1 lidze. W wyniku częstych meczów bez niektórych zawodników klub zajął niskie 9 miejsce. Drużynę przejął w sezonie 2022/2023 Wojciech Błaszczyk obejmując stanowisko prezesa klubu. W tym samym sezonie od klubu odeszło wiele kluczowych zawodników oraz doszło wiele młodych graczy. Którzy ostatecznie spadli z ligi i od sezonu 2023/2024 będą występować w 2 lidze

## Drużyna

### Kadra w sezonie 2022/2023
| Bramkarze - 12. Mateusz Dolata - 69. Dawid Glabik - 98. Dawid Szymkowiak Skrzydłowi - 7. Leon Grzegorczyk - 14. Michał Biegański - 23. Maciej Szabliński - 84. Mateusz Kryszczak | Obrotowi - 5. Michał Kaniewski - 6. Grzegorz Salamon - 51. Joachim Ibron Rozgrywający - 2. Diniozy Galewski - 4. Gracjan Kryszczak - 15. Dominik Mazurek - 25. Łukasz Wołowicz - 54. Marcin Przyszlak - 78. Kacper Krawczyk - 99. Wojciech Błaszczyk |